# Kolekcjonerka
Kolekcjonerka (fr. La Collectionneuse) – francuski komediodramat z 1967 roku w reżyserii Érica Rohmera. Film jest czwartą częścią (kręcony jako trzeci) cyklu filmowego Sześć opowieści moralnych.

## Fabuła
Daniel i Adrien – dwaj młodzi inteligenci – wyjeżdżają na lato do Saint-Tropez. Na miejscu okazuje się, że będą mieszkać w pokoju z Haydee – młodą i atrakcyjną dziewczyną. W samą porę zostają ostrzeżeni, że dziewczyna "kolekcjonuje" mężczyzn. Każdy może być dobry, ale tylko na jedną noc. Atmosfera gorącego lata sprzyja takim podbojom, ale panowie postanawiają dać jej lekcje moralności.

## Główne role
- Patrick Bauchau – Adrien
- Haydée Politoff – Haydée
- Daniel Pommereulle – Daniel
- Alain Jouffroy – Scenarzysta
- Mijanou Bardot – Carole
- Annik Morice – Dziewczyna Carole
- Dennis Berry – Charlie
- Seymour Hertzberg – Sam

## Nagrody i nominacje
17. MFF w Berlinie (1967)
- Nagroda Młodych dla najlepszego filmu dla młodej widowni – Éric Rohmer (wygrana)
- Nagroda Specjalna Jury – Éric Rohmer (wygrana)
- Złoty Niedźwiedź – Éric Rohmer (nominacja)